# Список перших секретарів Центрального Комітету Комуністичної партії України
|  | Службовий список статей, створений для координації робіт з розвитку теми. Це попередження не встановлюється на інформаційні списки і глосарії. |

Нижче представлений список секретарів, перших секретарів, відповідальних секретарів і генеральних секретарів Центрального Комітету Комуністичної партії України.
1. Пятаков Георгій (Юрій) Леонідович (1890—1937), секретар ЦК КП(б)У — липень–вересень 1918 р.
2. Гопнер Серафима Іллівна (1880—1966), секретар ЦК КП(б)У — вересень–жовтень 1918 р.
3. Квірінг Еммануїл Йонович (1888—1937), секретар ЦК КП(б)У — жовтень 1918 — березень 1919 р.
4. Пятаков Георгій (Юрій) Леонідович, секретар ЦК КП(б)У — березень–травень 1919 р.
5. Косіор Станіслав Вікентійович (1889—1939), секретар ЦК КП(б)У, голова Зафронтбюро — травень 1919 — листопад 1920 р.
6. Молотов (Скрябін) Вячеслав Михайлович (1890—1986), перший секретар ЦК КП(б)У — листопад 1920 — березень 1921 р.
7. Кон Фелікс Якович (1864—1941), відповідальний секретар ЦК КП(б)У — березень–грудень 1921 р.
8. Мануїльський Дмитро Захарович (1883—1959), перший секретар ЦК КП(б)У — грудень 1921 — квітень 1923 р.
9. Квірінг Еммануїл Йонович, перший секретар ЦК КП(б)У — квітень 1923 — березень 1925 р.; генеральний секретар ЦК КП(б)У — березень —квітень 1925 р.
10. Каганович Лазар Мойсейович (1893—1991), генеральний секретар ЦК КП(б)У — квітень 1925 — липень 1928 р.
11. Косіор Станіслав Вікентійович, генеральний секретар ЦК КП(б)У — липень 1928 — січень 1934 р.; перший секретар ЦК КП(б)У — січень 1934 —січень 1938 р.
12. Хрущов Микита Сергійович (1894—1971), виконувач обов'язків першого секретаря ЦК КП(б)У — січень — червень 1938 р.; перший секретар ЦК КП (б) У — червень 1938 — березень 1947 р.
13. Каганович Лазар Мойсейович, перший секретар ЦК КП(б)У — березень — грудень 1947 р.
14. Хрущов Микита Сергійович, перший секретар ЦК КП(б)У—грудень 1947 —грудень 1949 р.
15. Мельников Леонід Георгійович (1906—1981), перший секретар ЦК КП(б)У —грудень 1949 — жовтень 1952 р.; перший секретар ЦК Компартії України — жовтень 1952 — червень 1953 р.
16. Кириченко Олексій Іларіонович (1908—1975), перший секретар ЦК Компартії України — червень 1953 — грудень 1957 р.
17. Підгорний Микола Вікторович (1903—1983), перший секретар ЦК Компартії України — грудень 1957 — липень 1963 р.
18. Шелест Петро Юхимович (1908—1996), перший секретар ЦК Компартії України — липень 1963 — травень 1972 р.
19. Щербицький Володимир Васильович (1918—1990), перший секретар ЦК Компартії України — травень 1972 р. — вересень 1989 р.
20. Івашко Володимир Антонович (1932—1994), перший секретар ЦК Компартії України — з вересня 1989 р. — червень 1990 р.
21. Гуренко Станіслав Іванович (1932—2013), перший секретар ЦК Компартії України — з червня 1990 р. — вересень 1991 р.